# 유기덕 (1884년)
유기덕(柳基德, 1884년 ~ ?)은 대한제국과 일제강점기의 관료이다. 본관은 전주이다.

## 생애
1898년에 한성부의 관립한성일어학교에 입학하여 1905년에 졸업했다. 학교 졸업 직후 판임관 6등으로 모교의 부교관에 임용되었다.
그해 탁지부 주사로 채용되면서 관계에 들어섰다. 1906년에는 일본을 시찰하고 돌아오기도 했다. 전문 분야는 회계검사 분야였다. 1907년에는 탁지부 서기랑으로 승급했다.
탁지부 회계검사국에서 근무하던 중 1910년에 한일 병합 조약이 체결되었다. 조선총독부 체제가 출범함에 따라 유기덕은 경상북도 도서기로 발령받아 근무하였고, 1913년에는 총독부 군수로 임용되었다. 전라북도 운봉군과 장수군 군수를 거쳐 함경북도 종성군에 부임했다.
종성군수로 재직 중이던 1921년을 기준으로 정7위에 서위되어 있었다. 1921년 9월에 퇴관했다.
민족문제연구소가 2008년에 공개한 민족문제연구소의 친일인명사전 수록예정자 명단 중 관료 부문에 포함되었다.

## 참고자료
- 유기덕(柳基德) - 국사편찬위원회